# La penya Roca o la colònia de l’Ampolla
La Penya Roca i la colònia de l'Ampolla és una joguina en tres actes, original de Joaquim Montero, estrenada a finals d'any 1924 al teatre Romea, sota la direcció del mateix autor

## Repartiment de l'estrena
- L'inconeguda: Maria Vila
- La vidua: Emilia Baró
- Donya Perpetua: Maria Morera
- Donya Lliberata: Matilde Xatart
- Mundeta: Pepeta Fornés
- Pilar: M. Lluïsa Rodríguez
- Raquel: Elvira Jofre
- Felicola: Teresa Gay
- Cinta: M. Arroyo
- Nina Baratta: Maria Redó
- Carles Vendrell: Pius Daví
- Roman: Enric Lluelles
- Sr. Roca: Domènec Aymerich
- Sr. Picafort: Avel·lí Galceran
- Don Guillem: Antoni Martí
- Fidel: Antoni Gómez
- L'Alcalde: Lluis Teixidó
- Ricard: Francesc Ferràndiz
- Filibert: Francesc Arbós
- Signore Baratta: Joaquim Montero
- Director artístic: Joaquim Montero